# Auca

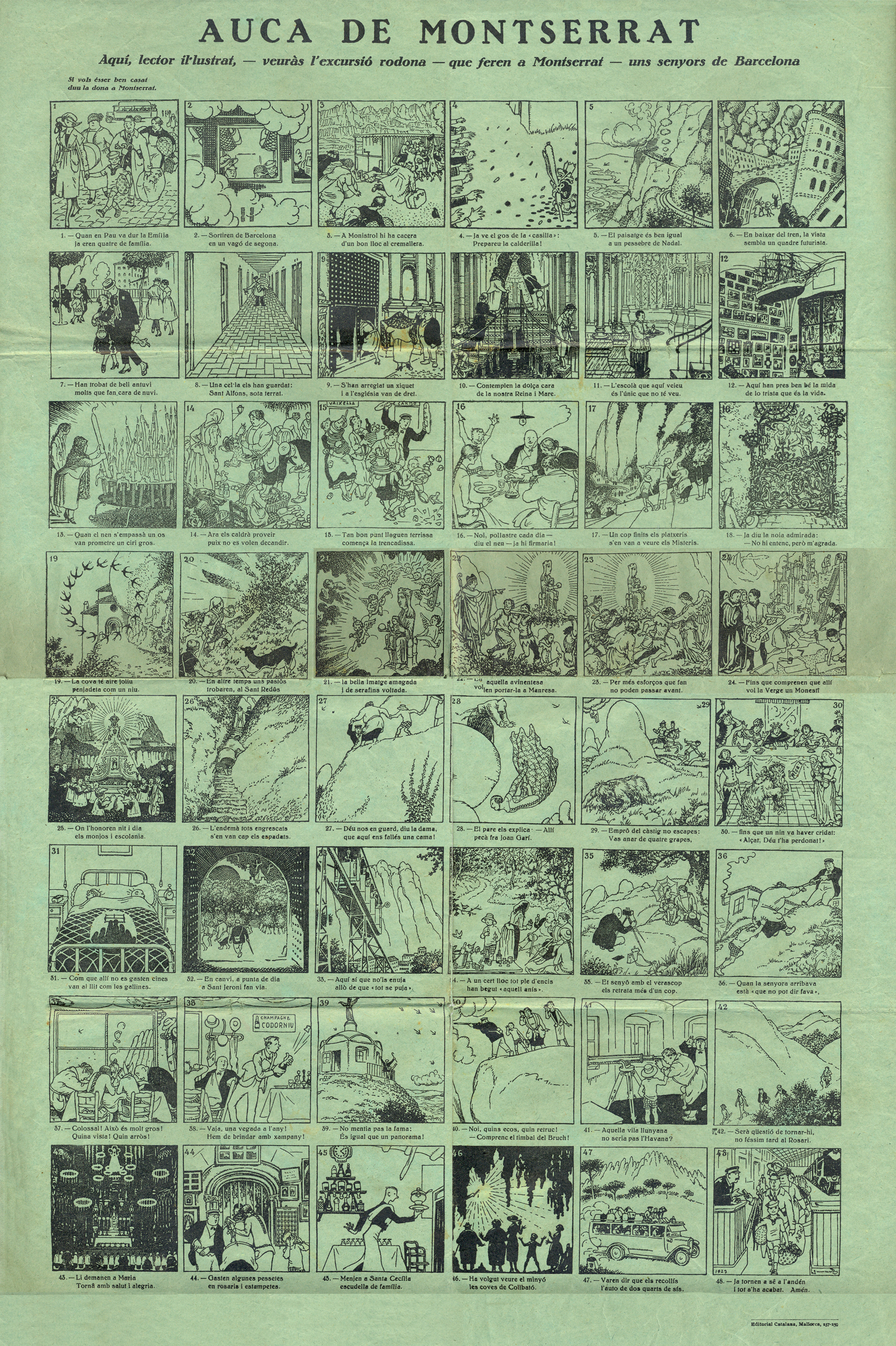
LAuca de Montserrat (1923) de Joan Junceda

Una auca és una història pictòrica pròpia de la cultura catalana que sol representar un esdeveniment històric, una biografia, una llegenda, una institució, o altres temes. A vegades de manera humorística o satírica. Tradicionalment consisteix en 48 imatges encasellades en vinyetes, cada una de les quals va acompanyada per versos de dues línies al peu de cada vinyeta fent un rodolí. Les seves vinyetes han de ser múltiples de quatre. A diferència dels còmics, les auques es presenten sempre en una sola pàgina, tot i que la similitud artística és evident. Són una forma d'expressió de la literatura folklòrica tradicional catalana, semblant a la literatura de canya i cordill.
En general els versos es fan heptasíl·labs i de rima consonant, però a la pràctica la mètrica per fer una auca es pot relaxar (es poden fer tercets o quartets de rima assonant i amb diferent nombre de síl·labes, per exemple). És recomanable evitar la rima fàcil de gerundis o infinitius.

## Història

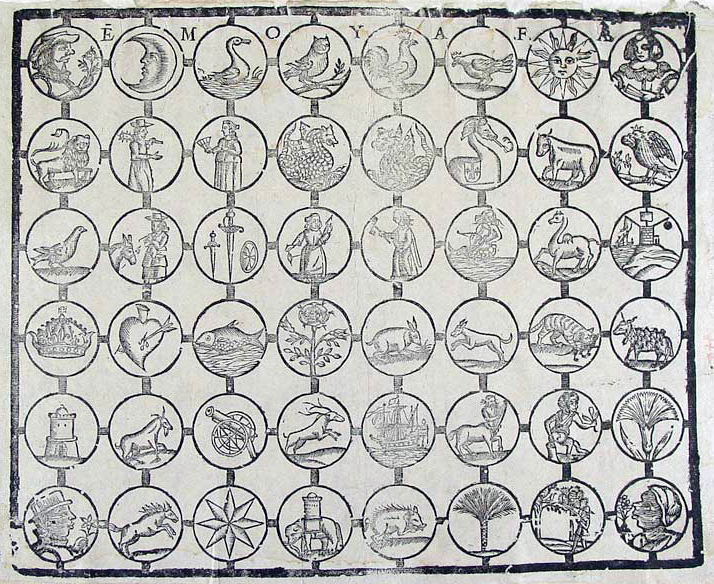
Auca arcaica del Sol i de la Lluna. És muda i enumerativa, característiques comunes de les primeres auques, fins que el comença a predominar la forma actual d'historieta.

### Arcaiques
L'auca era un joc d'atzar i apostes nascut al segle XVI a Florència que consistia a extreure d'una bossa boles on hi havia un nombre i una imatge, que també estaven estampats sobre un tauler, i els nombres extrets s'anaven col·locant al seu lloc damunt del tauler. Conforme avançava la partida, hi havia menys boles a la bossa i les probabilitats de predir quin nombre seria extret eren més altes.
L'auca és una expressió artística catalana que es remunta almenys fins al segle xvii. L'exemplar més antic que es conserva és una auca feta per Pere Abadal a Moià vers el 1670. Segurament el seu origen és l'antic joc de l'auca, una antiga partida d'apostes molt popular els segles xvii i xviii. També llavors aparegueren les auques d'arts i oficis que es feien amb imatges similars a les de les tradicionals rajoles d'oficis. Tant les unes com les altres han estat classificades com a arcaiques.

### Primitives
Ja a finals del xviii es va ampliar la temàtica de les auques: animals, jocs d'infantesa, "del món al revés", de joves baladrers, festes de l'any, soldats, processons religioses... Hom categoritza aquestes de primitives. Les vinyetes comencen a numerar-se i fins i tot a portar cada una un nom (generalment en català).
Cal destacar un exemplar de tombants de segle Baladrers de França, sobre la Guerra del Francès, que era bilingüe (català-francès).

### Boom editorial el s. XIX
Al segle xix les auques van prendre un tarannà plenament pedagògic i van enriquir les seves temàtiques: faules morals, biografies, històries o fins i tot el resum d'obres de teatre i altres espectacles. Aquest fet va significar el floriment de tot un fenomen literari i editorial tant a Barcelona com a València, difonent-se fins i tot a Madrid i Castella en general amb el nom d'aleluya, (era un derivat de les nombroses estampetes religioses que llavors es repartien a les esglésies, com ara els goigs). Els adults les llegien als seus fills, i aquests hi jugaven. Les vinyetes s'acompanyaven d'alguna frase en prosa, que amb el temps es va acabar convertint en un rodolí de dos versos, o fins i tot de tercets.
Les auques es difonien a través de fulls de format gran foli que fins a mitjan segle xix s'il·lustraven amb xilografies i a partir d'aleshores també amb litografies. A les acaballes del segle s'hi imposà el fotogravat.

### Segle XX
Amb el canvi de segle la producció va disminuir molt, i sovint tan sols es reproduïen les auques arcaiques i primitives per a una distribució popular, sovint amb la col·laboració dels dibuixants del moment i algunes famílies de gravadors. Durant aquest segle el gènere ha estat usat de manera molt puntual, però es poden destacar obres transcendentals per llur difusió o qualitat: l'Auca del noi català, antifeixista i humà (Josep Obiols, 1937), l'Auca de les festes de l'entronització (amb motiu de l'entronització de la Mare de Déu de Montserrat de 1947) o l'Auca d'en Pompeu Fabra (feta el 1969 a partir d'un concurs entre escoles d'arreu dels Països Catalans). Actualment les escoles usen aquest gènere de tant en tant en llurs activitats o celebracions.
Constitueixen un precedent molt clar del modern gènere del còmic. Un notable col·leccionista d'auques va ser l'escriptor costumista Joan Pons i Massaveu, la col·lecció del qual es conserva a la Biblioteca de Catalunya. N'hi ha una bona col·lecció també a l'Arxiu Històric de la Ciutat de Barcelona. El 1907, Santiago Rusiñol va escriure una novel·la amb el títol de L'auca del senyor Esteve, que ha esdevingut tot un clàssic.

## Autors d'auques

### Alguns autors i / o impressors d'auques
Alguns auquers, aucaires o auquistes (és a dir, impressors, venedors, compositors o dibuixants d'auques):
- Els Piferrer (vegeu també més avall Josep Piferrer), família d'impressors i llibreters barcelonins actius des del 1695.[6][7]
- Cosme Granja, impressor que el 1736 va imprimir una sèrie d'auques valencianes anomenades popularment «Els extravagants»[8]
- Ildefons Mompié de Monteagudo, de València[2][9] (Llorca, 1785 o 1786 - València, 1855; actiu 1815-1855)[9][10]
- Agustí Laborda i Campo (Barbastre, ? - València, 1774/76)[2][11][12]
- Josep Piferrer i Depaus (actiu s. XVIII-XIX), impressor i llibreter de Barcelona[2][6]
- Els Estivill (Ignasi Estivill, el seu fill Ignasi Estivill i Cabot i el nebot d'aquest darrer, Ignasi Estivill i Coll) (actius segles xviii-XIX a Barcelona)[2][13][14]
- Joan Llorens (auquer de l'època daurada, mitjans s.XX, actiu a Barcelona)[2][15]
- Antoni Bosch (Tortellà, 1818, actiu a Barcelona fins a la seva jubilació el 1875, de l'època daurada, mitjans s.XX)[2][16]
- Miquel Homs, imatger de Girona del darrer terç del segle xix[2][17]
- Blai Bellver i Tomàs (Xàtiva, La Costera, 1818 - Xàtiva, 1884), tipògraf i escriptor satíric[2][18]
- Ramon Puiggarí (Barcelona, 1820 - 1894), dibuixant[2][19]
- Pahissa (Barcelona, 1846 - Barcelona, 1928)[2]
- Junceda (Barcelona, 1881 - Blanes, 1948)
- Josep Carner i Puig-Oriol (Barcelona, 1884 - Brussel·les, Bèlgica, 1970)[20]
- Valentí Castanys (Barcelona, 1898 - Barcelona, 1965)
- Ramon Cuéllar i Sorribes (Barcelona, 1934, resident a Suïssa)
- Joan Vilamala i Terricabras (Folgueroles, Osona, 1949)

### Alguns dibuixants d'auques
Alguns dibuixants d'auques, per ordre de naixement (quan se sap):
- Joan Vilanova i Roset (Manresa, 1908-1990)
- Àngel Garcia Vidal (Barcelona, 1923 - Prat de Llobregat, 2016)
- JAN (Juan López Fernández, Toral de los Vados, 1939)
- Francesc Masip i Masip (La Bisbal de Falset, el Priorat, 1941)
- Pilarín Bayés (Vic, 1941)
- Alfons Font Carrera (Barcelona, 1946)
- Josep Maria Madorell i Muntané (Molins de Rei, 7 de novembre de 1923 - 1 de febrer de 2004)
- Toni Puig (Callús, 1947)
- Picanyol (Vic,1948 - Moià, 2021)
- Carolino (Folgueroles, 1948)
- Joan Duch i Mas (Terres de Ponent)
- Tony Martínez Juanpere (Lausana, Suïssa)
- Josep Nogué (Sant Hilari Sacalm, 1953)
- Josep Maria Ramírez i Burgada, Jou, (Lloret de Mar, La Selva, 1958)
- Eduard Ramírez Burgada (Lloret de Mar, La Selva, 1964)
- Manel Fontdevila Subirana (1965)
- Jaume Gubianas i Escudé (Navàs, Bages, 1966)
- Toni Donada Madiroles (Manlleu, 1967)
- Hugo Prades Martínez (Tarragona, 1968)
- Valentí Gubianas Escuder (Navàs, 1969)
- Subi (Manresa, 1969)
- Galdric (Sant Fruitós de Bages, 1970)
- Neus Oliver Monter (Barcelona, 1971)
- Quim Bou (Vidreres, 1971)
- Isaac Bosch Malagarriga (1973)
- Dani Hernàndez Massegú (Manresa, 1976)
- Joaquim Bundó Corral (Sant Vicenç de Castellet, 1976)
- Roger Tallada (Barcelona, 1976)
- Mireia Grangé Mir (Benissanet, Ribera d'Ebre)
- Joan Perals (Molins de Rei, 1978)
- Toni Galmés (Manacor, 1983)
- Núria Aymà Comas (Barcelona, 1984)
- Joan Turu (Sant Just Desvern, Bages, 1984)